# Parti travailliste écossais
Le Parti travailliste écossais (en anglais : Scottish Labour Party et en gaélique écossais : Pàrtaidh Làbarach na h-Alba) est la branche écossaise du Parti travailliste britannique. 
Historiquement premier parti d'Écosse (il arrive premier à toutes les élections nationales et européennes à partir de 1979 et aux deux premières élections au Parlement écossais). En 2007, il est devancé par le Parti national écossais (indépendantiste) aux élections du Parlement, puis en 2016 par le Parti conservateur.
En 2017, les travaillistes écossais détenaient 24 des 129 sièges du Parlement écossais, sept des 59 sièges dévolus à l'Écosse au Parlement britannique et deux des six sièges écossais au Parlement européen.

## Leaders
- Johann Lamont (17 décembre 2011 - 24 octobre 2014) (élection)
- Anas Sarwar (24 octobre 2014 - 13 décembre 2014, par intérim)
- Jim Murphy (13 décembre 2014 - 13 juin 2015) (élection)
- Iain Gray (13 juin 2015 - 15 août 2015, par intérim)
- Kezia Dugdale (15 août 2015 - 29 août 2017) (élection)
- Alex Rowley (29 août 2017 - 18 novembre 2017, par intérim)
- Richard Leonard (en) (18 novembre 2017 - 14 janvier 2021) (élection)
- Anas Sarwar (depuis le 27 février 2021)

## Résultats électoraux

### Élections générales britanniques
| Année         | %    | Rang | Sièges  |
| ------------- | ---- | ---- | ------- |
| janvier 1910  | 5,1  |      | 2 / 70  |
| décembre 1910 | 3,6  |      | 3 / 70  |
| 1918          | 22,9 | 3e   | 6 / 71  |
| 1922          | 32,2 | 2e   | 29 / 71 |
| 1923          | 35,9 | 1er  | 34 / 71 |
| 1924          | 41,1 | 1er  | 26 / 71 |
| 1929          | 42,3 | 1er  | 36 / 71 |
| 1931          | 32,6 | 2e   | 7 / 71  |
| 1935          | 36,8 | 2e   | 20 / 74 |
| 1945          | 47,9 | 1er  | 37 / 74 |
| 1950          | 46,2 | 1er  | 37 / 71 |
| 1951          | 47,9 | 2e   | 35 / 71 |
| 1955          | 46,7 | 2e   | 34 / 71 |
| 1959          | 46,7 | 2e   | 38 / 71 |
| 1964          | 48,7 | 1er  | 43 / 71 |
| 1966          | 49,9 | 1er  | 46 / 71 |
| 1970          | 44,5 | 1er  | 44 / 71 |
| février 1974  | 36,6 | 1er  | 40 / 71 |
| octobre 1974  | 36,3 | 1er  | 41 / 71 |
| 1979          | 41,6 | 1er  | 44 / 71 |
| 1983          | 35,1 | 1er  | 41 / 72 |
| 1987          | 42,4 | 1er  | 50 / 72 |
| 1992          | 39,0 | 1er  | 49 / 72 |
| 1997          | 45,6 | 1er  | 56 / 72 |
| 2001          | 43,3 | 1er  | 56 / 72 |
| 2005          | 39,5 | 1er  | 41 / 59 |
| 2010          | 42,0 | 1er  | 41 / 59 |
| 2015          | 24,3 | 2e   | 1 / 59  |
| 2017          | 27,1 | 3e   | 7 / 59  |
| 2019          | 18,6 | 3e   | 1 / 59  |
| 2024          | 35,3 | 1er  | 37 / 57 |

### Élections parlementaires écossaises
| Année | Circonscriptions | Circonscriptions | Circonscriptions | Régions | Régions | Régions | Rang | Total des sièges | Gouvernement                                                      |
| Année | Voix             | %                | Sièges           | Voix    | %       | Sièges  | Rang | Total des sièges | Gouvernement                                                      |
| ----- | ---------------- | ---------------- | ---------------- | ------- | ------- | ------- | ---- | ---------------- | ----------------------------------------------------------------- |
| 1999  | 908 392          | 38,8             | 53 / 73          | 786 818 | 33,6    | 3 / 56  | 1er  | 56 / 129         | Dewar (1999-2000), McLeish (2000-2001) et McConnell I (2001-2003) |
| 2003  | 659 879          | 34,6             | 46 / 73          | 561 379 | 29,3    | 4 / 56  | 1er  | 50 / 129         | McConnell II                                                      |
| 2007  | 648 374          | 32,2             | 37 / 73          | 595 415 | 29,2    | 9 / 56  | 2e   | 46 / 129         | Opposition officielle                                             |
| 2011  | 630 461          | 31,7             | 15 / 73          | 523 559 | 26,3    | 22 / 56 | 2e   | 37 / 129         | Opposition officielle                                             |
| 2016  | 514 261          | 22,6             | 3 / 73           | 435 919 | 19,1    | 21 / 56 | 3e   | 24 / 129         | Opposition                                                        |
| 2021  | 584 392          | 21,6             | 2 / 73           | 485 819 | 17,9    | 20 / 56 | 3e   | 22 / 129         | Opposition                                                        |

### Élections européennes
| Année | %    | Sièges |
| ----- | ---- | ------ |
| 1979  | 33,0 | 2 / 8  |
| 1984  | 40,7 | 5 / 8  |
| 1989  | 41,9 | 7 / 8  |
| 1994  | 42,5 | 6 / 8  |
| 1999  | 28,7 | 3 / 8  |
| 2004  | 26,4 | 2 / 7  |
| 2009  | 20,8 | 2 / 6  |
| 2014  | 25,9 | 2 / 6  |
| 2019  | 9,3  | 0 / 6  |